# Roman S.A.
ROMAN Autocamioane Brașov (skupaj z divizijo DAC) je romunski proizvajalec avtobusov in tovornjakov. Podjetje so ustanovili po 2. svetovni vojni na podlagi prejšnjega podjetja "ROMLOC", ustanovljenega leta 1921. V komunističnih časih je tovarna imela ime Steagul Roșu (Rdeča zastava). Do leta 2000 so proizvedli skoraj 750 000 tovornjakov. Sedež podjetja se nahaja v mestu Brașov.

## Galerija
- Tovornjak ROMAN
- Vlačilec ROMAN
- Vojaški tovornjak DAC
- Tovornjak DAC